# Małgorzata Gorol
Małgorzata Gorol (ur. 1 czerwca 1986 w Katowicach) – polska aktorka teatralna, filmowa i telewizyjna.

## Życiorys

### Edukacja
Urodziła się w Katowicach. Od siódmego do dwunastego roku życia trenowała wyczynowo gimnastykę artystyczną. W 2012 ukończyła Państwową Wyższą Szkołę Teatralną im. Ludwika Solskiego w Krakowie.

### Kariera
Karierę aktorską rozpoczęła w 2010 od małej roli w serialu TVP1 Ratownicy. W latach 2013–2016 występowała w Teatrze Polskim we Wrocławiu. Od roku 2016 jest aktorką Starego Teatru w Krakowie.

## Filmografia
| Rok     | Tytuł                          | Rola                  | Uwagi   |
| ------- | ------------------------------ | --------------------- | ------- |
| 2010    | Ratownicy                      | Zoja, członkini sekty |         |
| 2013    | Głęboka woda 2                 | Kinga Król            | odc. 1  |
| 2016    | Stolik                         |                       |         |
| 2016    | Ja, Olga Hepnarová             |                       |         |
| 2017    | Twarz                          | Dagmara               |         |
| 2018    | Plan B                         | Ania „Janula”         |         |
| 2018    | Botoks                         | Agata                 |         |
| 2019    | Ultraviolet                    | Marianna              | odc. 16 |
| 2020    | Magnezja                       | Lila Lewenfisz        |         |
| 2021    | Planeta singli. Osiem historii | bizneswoman           | odc. 5  |
| 2021    | Odwilż                         | Anna Janas            |         |
| 2022    | Śubuk                          | Marysia               |         |
| 2022    | Krakowskie potwory             | Jagna                 |         |
| od 2023 | The Office PL                  | Kasia Płaczkiewicz    |         |

## Nagrody
- 2015: Rzeszów - II Festiwal Nowego Teatru - LIV Rzeszowskie Spotkania Teatralne - wyróżnienie aktorskie za rolę Elfride V w Podróży zimowej
- 2015: Rzeszów - II Festiwal Nowego Teatru - LIV Rzeszowskie Spotkania Teatralne - wyróżnienie Forum Młodych Krytyków za aktorstwo
- 2015: Nagroda dla najlepszej aktorki drugoplanowej za „siłę i świeżość jej wersji Elfriede V” w spektaklu Podróż zimowa na 8. Międzynarodowym Festiwalu Teatralnym Boska Komedia w Krakowie
- 2015: Główna Nagroda Aktorska na 55. Kaliskich Spotkaniach Teatralnych
- 2016: „Warto”, Nagroda Kulturalna Gazety Wyborczej. Wrocław w kategorii: Teatr
- 2016: Nagroda im. Leona Schillera przyznana przez Zarząd ZASP za „znakomite kreacje aktorskie na scenie Teatru Polskiego we Wrocławiu, za poziom artystyczny i wirtuozerię wykonawczą”
- 2016: „Talent Trójki” w kategorii: Teatr za „magnetyczne kreacje aktorskie w spektaklach Teatru Polskiego we Wrocławiu oraz za siłę scenicznego bycia, inteligencję i umiejętność precyzyjnego operowania zarówno ciałem, jak i głosem”
- 2016: Warszawa - XXXVI Warszawskie Spotkania Teatralne - najlepsza aktorka według serwisu Teatr dla Was